# Peskinivanmaa
Peskinivanmaa är en ö i Finland. Den ligger i Lokan tekojärvi och i kommunen Sodankylä i den ekonomiska regionen Norra Lappland och landskapet Lappland, i den norra delen av landet, 900 km norr om huvudstaden Helsingfors. Öns area är 3,3 hektar och dess största längd är 340 meter i öst-västlig riktning.